# Calvin Ramsay
Calvin William Ramsay (født 31. juli 2003) er en skotsk professionel fodboldspiller, der i øjeblikket spiller som højreback for Scottish Premiership klubben Kilmarnock udlejet fra Liverpool og det skotske landshold.

## Klubkarriere

### Aberdeen
Efter at have avanceret gennem ungdomsrækkerne i Aberdeen, fik Ramsay sin debut som en sen udskiftning mod Dundee United i marts 2021, under midlertidig manager Paul Sheerin. Ramsay fortsatte med at lave fem yderligere optrædener i sin første sæson med seniorholdet. Han gjorde sin europæiske debut for klubben mod svenske BK Häcken i juli 2021 i en UEFA Conference League-kvalifikation. Han startede som højre back i en 5-1 sejr og assisterede det første mål i kampen. Ramsay vandt SFWA Young Player of the Year-prisen for 2021-22, hans eneste fulde sæson med Aberdeen.

### Liverpool
I juni 2022 skiftede Ramsay til Premier League-klubben Liverpool. Han underskrev en fem-årig kontrakt til en startpris på £4,2 millioner, en klubrekord for et salg fra Aberdeen.
Den 1. november 2022 fik Ramsay sin debut for Liverpool, da han blev skiftet ind som en sen udskiftning i den 2-0 sejr mod Napoli i UEFA Champions League 2022-23. Den 9. november 2022 startede han sin første kamp for Liverpool i sejren mod Derby County i tredje runde af EFL Cup på Anfield.

## Internationale karriere
Ramsay blev udtaget til det skotske A-landshold i november 2022. Han fik sin debut på landsholdet den 16. november i en 2-1 venskabskamp mod Tyrkiet.